# Komuna e Sukës
Komuna e Sukës är en kommun i Albanien.   Den ligger i prefekturen Qarku i Gjirokastrës, i den södra delen av landet, 110 km söder om huvudstaden Tirana.
Trakten runt Komuna e Sukës består till största delen av jordbruksmark.  Runt Komuna e Sukës är det ganska glesbefolkat, med 24 invånare per kvadratkilometer.